# Danilo Kraljice
Danilo Kraljice falu Horvátországban Šibenik-Knin megyében. Közigazgatásilag Šibenikhez tartozik.

## Fekvése
Šibeniktől légvonalban 15, közúton 20 km-re keletre, Dalmácia középső részén a Zagorán fekszik.

## Története
A Daniloi-mező területe a régészeti leletek tanúsága szerint már ősidők óta lakott. A mező középső részén a 20. század során, főként 1951-től a Jugoszláv Tudományos Akadémia által végzett feltárások során egy addig ismeretlen kultúra maradványai kerültek elő, melyet a leletek megtalálási helyéről danilo kultúrának neveztek el.  A kultúra az i .e. 4500 és 3900 közötti időben virágzott és a Soča-folyótól Albánia középső részéig terjedt ki. A Daniloi-mezőn erődített településük volt, mely egy 418 méter magas nehezen hozzáférhető magaslaton a Gradinán állt, ahonnan a mező területe könnyen ellenőrizhető volt. Erődített település állt a biranji Szent György templom dombján is. Ezeken a helyeken mindmáig láthatók a szárazon rakott falak és a mindennapi életről tanúskodó számos kerámiatöredék is található. Az  i. e. 2. századtól a Római Birodalom hódította meg az Adria keleti partvidékét, mely társadalmi és gazdasági fejlődéséhez vezetett. A Gradinán állt Ridita illír közössége fokozatosan romanizálódott, idővel a magaslat lábához költözött és létrehozta Rider városát, melynek Claudius császár municipiumi rangot adott és attól fogva a „Municipium Riditarum” nevet viselte. Feltételezhető, hogy a kereszténység terjedésével Rider püspökség székhelye lett. Erről tanúskodik egy Milánóból származó feljegyzés mely püspökét „Riditionis Episcopus” néven említi. A régészeti feltárások során ebből a korszakból számos épületmaradvány került elő, köztük fűtőrendszerrel rendelkező római villák, valamint gabona, bor és olaj tárolására szolgáló gazdasági épületek. A legrégibb keresztény szakrális épület maradványa a daniloi Stari Šematorij nevű helyről került elő. Az 1. századra Rider a Scardona és Salona közötti térség legfontosabb közlekedési csomópontja lett. Ridert valószínűleg az 5. században rombolta le a népvándorlás vihara, majd a 7. században szláv törzsek, a mai horvátok ősei települtek le ezen a vidéken. Erről tanúskodik egy négyszáz sírből álló kora középkori ószláv temető, melyet a Danilo-mezőn tártak fel. A keresztény hitre tért szlávok később újjáépítették az ősi keresztény templomokat. Így a daniloi Szent Dániel templom is egy kis kora keresztény templom alapjaira épült. A régészeti feltárásoknak köszönhetően a folyamatos élet nyomai a 9. századtól egészen a késő középkorig végigkövethetők. A korszak legfontosabb régészeti lelőhelyei Šematorij, Eraci és Luguše középkori temetői, melyekből számos ékszer, ruhamaradvány, fegyver és használati tárgy került elő. Ugyancsak fontos lelőhelyek a biranji Szent György templom és a Maglovo dombja közelében állt Szent Péter templom maradványai.
A Daniloi-mező településeiről ezután a 13. századból a šibeniki püspökség alapításának idejéből származnak az első hiteles adatok. Eszerint a mező területén ebbne az időben Mokro, Biranj, Orišje és Striševo települések álltak. Ezen falvak a 16. század első felében a török hódítás idején pusztultak el. A török 1522-ben foglalta el a mező területét és a 17. század végéig uralma alatt maradt. A török uralom idején 1537-től a Klisszai szandzsák része volt. A Zagora területével együtt 1684 és 1699 között a moreiai háború során szabadult fel végleg a török uralom alól. Ekkor települt be területe az új lakossággal, akik földműveléssel és szőlőműveléssel foglalkoztak. A település 1797-ben a Velencei Köztársaság megszűnésével a Habsburg Birodalom része lett. 1806-ban Napóleon csapatai foglalták el és 1813-ig francia uralom alatt állt. Napóleon bukása után ismét Habsburg uralom következett, mely az I. világháború végéig tartott. Maga Danilo Kraljice egészen a 19. század második feléig  nem tűnt fel önálló településként, csak Danilo egyik lakott részeként tartották nyilván. A lakosság növekedésével azonban 1938-tól már önálló településként tartják számon. A falunak 1880-ban 53, 1910-ben 170 lakosa volt. Az I. világháború után rövid ideig az Olasz Királyság, ezután a Szerb-Horvát-Szlovén Királyság, majd Jugoszlávia része lett. Lakossága mezőgazdaságból, főként a szőlőtermesztésből élt. A délszláv háború során a település mindvégig horvát kézen volt. 2011-ben 104 lakosa volt.

## Lakosság
| Lakosság változása | Lakosság változása | Lakosság változása | Lakosság változása | Lakosság változása | Lakosság változása | Lakosság változása | Lakosság változása | Lakosság változása | Lakosság változása | Lakosság változása | Lakosság változása | Lakosság változása | Lakosság változása | Lakosság változása | Lakosság változása |
| ------------------ | ------------------ | ------------------ | ------------------ | ------------------ | ------------------ | ------------------ | ------------------ | ------------------ | ------------------ | ------------------ | ------------------ | ------------------ | ------------------ | ------------------ | ------------------ |
| 1857               | 1869               | 1880               | 1890               | 1900               | 1910               | 1921               | 1931               | 1948               | 1953               | 1961               | 1971               | 1981               | 1991               | 2001               | 2011               |
| 0                  | 0                  | 53                 | 194                | 199                | 170                | 0                  | 0                  | 361                | 396                | 416                | 315                | 249                | 182                | 128                | 104                |

## Nevezetességei
Szent Antal tiszteletére szentelt római katolikus templomát 1920 és 1922 között építették. Ötszögletű alaprajzú épület négyszögletes apszissal. Homlokzatát a bejárat melletti két kis ablak és a felette látható nyolcágú rózsaablak díszíti. Az oromzaton betonból öntött harangtorony áll. A főoltárt kőből építették, rajta Szent Antal régi szobra látható. A diadalív mellett Szent Miklós szobrát találjuk. A templom tetőzetét 1973-ban javították, a harangozást 2005 óta villany vezérli.